# Gachalá-Smaragd

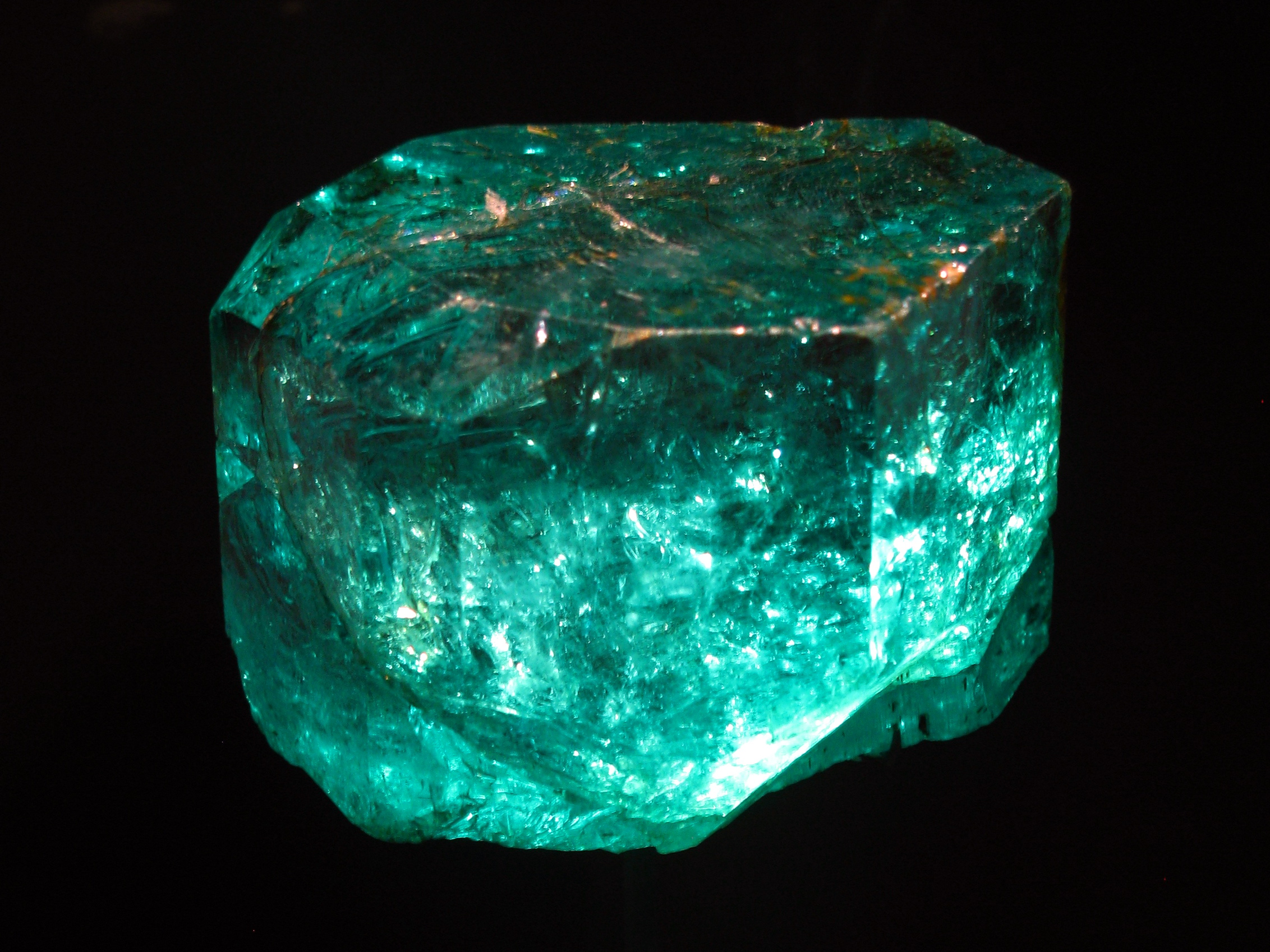
Mit 858 Karat (171,6 g) ist der Gachala einer der größten Smaragde der Welt

Gachala (englisch Gachala Emerald) ist der Name eines 858 Karat (171,6 g) schweren ungeschliffenen Smaragds mit einer Kantenlänge von ca. 5 mal 5 Zentimetern. Das Exemplar wurde im Jahre 1967 in der Mine Vega de San Juan in Kolumbien entdeckt. Er ist nach dem Schürfbezirk Gachalá benannt, in dem man ihn fand. Der sich mittlerweile in den Vereinigten Staaten befindliche fünf Zentimeter lange Stein wurde, wie bereits am 8. November 1958 der Hope-Diamant, von dem New Yorker Juwelier Harry Winston der Smithsonian Institution zum Geschenk gemacht.